# پیشگیری از بارداری (فیلم)
پیشگیری از بارداری (که با نام دنیای جدید هم شناخته می‌شود) فیلم گمشدهٔ مستند آمریکایی و محصول سال ۱۹۱۷ است که توسط مارگارت سنگر تولید شده است. او در آن بازی کرده و کارش برای تنظیم خانواده را توصیف می‌کند. این اولین فیلمی بود که با حکم دیوان عالی ایالات متحده آمریکا در سال ۱۹۱۵ با استناد به قانون شرکت فیلم‌های دوجانبه برخلاف کمیسیون صنعتی اُهایو
ممنوع شد. این قانون می‌گفت نمایش فیلمها مشمول قانون آزادی بیان نیست.
ممنوعیت فیلم پیشگیری از بارداری توسط دادگاه تجدیدنظر نیویورک با این استدلال بود که فیلمی در مورد تنظیم خانواده را می‌توان به خاطر «اخلاق، نجابت، رفاه و امنیت عمومی» سانسور کرد.